# Wanda Metropolitano
Riyadh Air Metropolitano, dříve  Cívitas Metropolitano, Wanda Metropolitano nebo kvůli sponzorským pravidlům UEFA v marketingových materiálech UEFA známý jako Estadio Metropolitano, je stadion ve španělském Madridu.
Od sezóny 2017/18 je domovským stadionem týmu Atlético Madrid. Nachází ve čtvrti Rosas v okrese San Blas-Canillejas. Stadion má kapacitu  68 456 míst. Rozměry hrací plochy s travnatým povrchem jsou 105×68 metrů.
Stadion byl postaven jako součást neúspěšného šampionátu v Madridu, který se stal hostitelem mistrovství světa v atletice v roce 1997 a byl zahájen dne 6. září 1994 komunitou v Madridu.[ujasnit] Stadion byl uzavřen v roce 2004 kvůli nabídce města na Olympijské hry v roce 2016.[ujasnit]
V roce 2013 přešel do držení klubu Atlético Madrid, který zde hrál první zápas 16. září 2017, kdy domácí Atlético Madrid zdolalo Málagu 1:0, poté co Antoine Griezmann dal gól v 61. minutě zápasu.
Stadion hostil finále Ligy mistrů UEFA 1. června 2019, kdy v anglickém finále Liverpool zdolal Tottenham 2:0 a těšil se tak ze svého šestého titulu v Lize mistrů.